# Ди Маттео, Роберто
Робе́рто Ди Матте́о (итал. Roberto Di Matteo; 29 мая 1970, Шаффхаузен) — швейцаро-итальянский футболист и тренер.

## Карьера

### Клубная карьера
Роберто Ди Маттео родился в Шаффхаузене в семье итальянских родителей, мигрировавших из Пальеты, региона Абруццо, в поисках работы в Швейцарию. Ди Маттео начал свою карьеру на позиции защитника в клубе второго швейцарского дивизиона «Шаффхаузен», за который он выступал с 1988 по 1991 год. Затем был куплен «Цюрихом», где Маттео стал играть на позиции либеро, клуб практиковал «зонную защиту», потому от умения Ди Маттео «подчищать» огрехи своих партнёров зависело очень многое. Летом 1992 года Ди Маттео был куплен клубом «Арау», команды, которая в прошедшем сезоне едва не вылетела из высшего швейцарского дивизиона, заняв второе место в переходном турнире, разыгрываемом между лучшими командами второй по силе лиги и худшими командами высшей лиги. В первом сезоне с «Арау» Ди Маттео занял 5-е место; во втором сезоне он стал чемпионом Швейцарии, эта победа стала первой для клуба с 1914 года.
Летом 1993 года Ди Маттео был куплен клубом «Лацио», подписав контракт на 3 года с ежегодной выплатой 240 млн лир. В составе «Лацио» Ди Маттео дебютировал 29 августа 1993 года, выйдя на замену на 66-й минуте в первом туре Серии А против клуба «Фоджа», заменив Пола Гаскойна, игра завершилась со счётом 0:0; после неё Ди Маттео стал игроком основы «Лацио» на весь период контракта. Дино Дзофф, главный тренер «Лацио», использовал Ди Маттео на позиции центрального полузащитника, основного разыгрывающего, Ди Маттео провёл неплохой сезон, сыграв в 29 играх и забив 4 гола, однако сезон был омрачён переломом правого локтя, случившегося в матче с «Дженоа». В 1994 году Дзоффа в «Лацио» сменил Зденек Земан, он перевёл Ди Маттео чуть в глубину центра поля, используя его опыт игры в защите, однако «классическим» опорником Роберто так и не стал. Ди Маттео в сезоне 1994/95 провёл 42 матча (28 в чемпионате, 8 в Кубке Италии и 6 в Кубке УЕФА), в том сезоне Ди Маттео стал одним из лучших центральных полузащитников Серии А; ему предлагались взятки, для того, чтобы он не слишком выкладывался в матчах с «Миланом» и «Пармой». В сезоне 1995/96 контракт Ди Маттео с «Лацио» был существенно улучшен, а сам игрок вместе с Ароном Винтером и Диего Фузером стал одним из лидеров команды; однако, общение Ди Маттео с Земаном почти прекратилось, у игрока и тренера возникли разногласия, несмотря на то, что Земан ценил игровые качества Ди Маттео, регулярно выпуская его на поле. По окончании сезона Земан решил продать Ди Маттео в лондонский «Челси» за 4,9 млн фунтов (6 млрд лир), эта сумма превысила предложения конкурентов, таких как «Парма», «Интер» и «Боруссия» из Дортмунда. В составе бьянкоселесты Ди Маттео провёл 115 матчей, из них 87 в Серии А, 13 в Кубке Италии и 14 в Кубке УЕФА.
В дебютном матче за «Челси» Ди Маттео забил единственный гол в матче с «Мидлсбро», а всего за первый сезон отличился 9 раз, став одним из лучших бомбардиров команды, чем помог команде занять 6-е место в чемпионате страны, самое высокое с 1990 года, и выйти в финал Кубка Англии, где Ди Маттео забил второй гол своей команды, с 25 метров поразив ворота команды «Уимблдон» (матч завершился со счётом 2:0). В следующем сезоне Ди Маттео забил 10 голов, а его клуб выиграл Кубок лиги, в финале которого «Челси» вновь обыграл «Мидлсбро» со счётом 2:0, и вновь второй гол забил Ди Маттео; на европейской арене «Челси» победил в Кубке кубков, одержав первую с 1971 года победу в европейском соревновании, а затем победил и в Суперкубке УЕФА. В сезоне 1998/99 Челси провёл беспроигрышную серию из 20 игр и стал бронзовым призёром чемпионата страны. В сезоне 1999/2000 Ди Маттео получил тяжёлую травму и пропустил бо́льшую часть матчей, вернувшись лишь к концу первенства, зато в следующем сезоне забил победный гол в Суперкубке Англии в ворота «Астон Виллы» на 71-й минуте встречи. В начале сезона 2000/01 Ди Маттео получил тяжелейшую травму — тройной перелом ноги в матче Кубка УЕФА против «Санкт-Галлена», он 18 месяцев лечился, а затем, в возрасте 31 года, принял решение о завершении карьеры. Ди Маттео провёл за «Челси» 175 игр и забил 26 голов. В 2002 году он был включён в символическую команду лучших игроков «Челси» за всю историю клуба; главный тренер лондонцев Клаудио Раньери позволил ему, уже завершившему карьеру, вывести «Челси» на поле в финале Кубка Англии в 2002 году, тот финал «Челси» проиграл «Арсеналу» 0:2.

### Тренерская карьера
Тренерскую лицензию Ди Маттео получил во время своей травмы, имея действующий контракт с «Челси». 2 июня 2008 года Ди Маттео возглавил клуб «Милтон-Кинс Донс», заменив Пола Инса, ушедшего в «Блэкберн Роверс», своим помощником новый тренер команды назначил Эдди Ньютона, бывшего тренером Ди Маттео по физподготовке, когда тот играл в «Челси».
30 июня 2009 года Ди Маттео возглавил вылетевший из Премьер-лиги «Вест Бромвич Альбион». В первом матче под его руководством в Премьер-лиге «Вест Бромвич» проиграл «Челси» со счётом 0:6. В феврале 2011 года руководство «Вест Бромвича» приняло решение отправить в отставку Ди Маттео.
29 июня 2011 года Ди Маттео стал помощником главного тренера «Челси» Андре Виллаша-Боаша. 4 марта 2012 года Ди Маттео стал исполняющим обязанности главного тренера «Челси» до конца сезона, в связи с увольнением главного тренера команды, Виллаша-Боаша. 5 мая 2012 года «Челси» под руководством Ди Маттео выиграл Кубок Англии, победив в финале «Ливерпуль» со счётом 2:1, а через две недели, 19 мая «Челси» победил мюнхенскую «Баварию» в финале Лиги чемпионов (1:1 в основное время, 4:3 по пенальти), впервые выиграв этот трофей. 11 июня 2012 года Роберто стал главным тренером «Челси», лишившись приставки и. о.. Сезон для «синих» начался матчем за Суперкубок Англии против чемпиона Англии — «Манчестер Сити», в котором «Челси» потерпели поражение — 2:3. 31 августа «пенсионеры» потерпели фиаско от «Атлетико Мадрид», в матче за Суперкубок УЕФА, со счётом 1:4. В чемпионате Англии «Челси» после 8 матчей шёл на первом месте, выиграв 7 встреч и 1 раз сыграв вничью. Однако после поражений от «Манчестер Юнайтед» и «Вест Бромвич Альбион» и ничьих с «Суонси Сити» и «Ливерпулем», «синие» опустились на третье место. 21 ноября 2012 года после поражения от «Ювентуса» в матче Лиге чемпионов УЕФА Ди Маттео был уволен с поста главного тренера «Челси» из-за неудовлетворительных результатов.
7 октября 2014 года назначен на пост главного тренера «Шальке 04». Контракт подписан до 30 июня 2017 года. Покинул клуб по окончании сезона 2014/15, финишировав с «Шальке» на шестом месте в таблице.
3 июня 2016 года было официально объявлено о том, что Ди Маттео подписал 2-летний контракт с «Астон Виллой». В межсезонье клуб потратил на трансферы около £ 50 млн, но после 11 туров шёл в чемпионшипе лишь на 19-м месте, одержав всего одну победу. 3 октября 2016 года Ди Маттео был уволен.
В январе 2023 года Ди Маттео был назначен техническим советником корейского клуба «Чонбук Хёндэ Моторс».

## Достижения

### В качестве игрока
«Арау»
- Чемпион Швейцарии: 1992/93

«Челси»
- Обладатель Кубка Англии: 1997, 2000
- Обладатель Суперкубка Англии: 2000
- Обладатель Кубка Футбольной лиги: 1998
- Обладатель Кубка обладателей кубков УЕФА: 1998
- Обладатель Суперкубка УЕФА: 1998

### В качестве тренера
«Челси»
- Победитель Лиги чемпионов УЕФА : 2012
- Обладатель Кубка Англии : 2011/12

### Личные
- Тренер месяца английской Премьер-лиги : Сентябрь 2010

## Тренерская статистика
| Команда              | Страна        | Начало работы  | Окончание работы | Результаты | Результаты | Результаты | Результаты | Результаты |
| Команда              | Страна        | Начало работы  | Окончание работы | И          | В          | Н          | П          | П %        |
| -------------------- | ------------- | -------------- | ---------------- | ---------- | ---------- | ---------- | ---------- | ---------- |
| Милтон-Кинс Донс     | Флаг Англии   | 2 июля 2008    | 30 июня 2009     | 52         | 27         | 11         | 14         | 51.92      |
| Вест Бромвич Альбион | Флаг Англии   | 30 июня 2009   | 6 февраля 2011   | 83         | 40         | 19         | 24         | 48.19      |
| Челси                | Флаг Англии   | 4 марта 2012   | 21 ноября 2012   | 42         | 24         | 9          | 9          | 57.14      |
| Шальке 04            | Флаг Германии | 7 октября 2014 | 25 мая 2015      | 33         | 14         | 7          | 12         | 42.42      |
| Астон Вилла          | Флаг Англии   | 2 июня 2016    | 3 октября 2016   | 12         | 1          | 7          | 4          | 8.3        |
| Всего                | Всего         | Всего          | Всего            | 222        | 106        | 53         | 63         | 47.7       |

Данные на 3 октября 2016 года